# Europe Cup (skeleton)
De Europe Cup is een continentale skeletoncompetitie die georganiseerd word door de IBSF. De competitie gold, sinds de invoering van de Intercontinental Cup in het seizoen 2007/08, als derde niveau. Na het verdwijnen van de ICC in 2023 geld de competitie als tweede niveau samen met de North American Cup en de Asian Cup. De competitie kent van oudsher een sterk Duits deelnemersveld en wordt enkel gehouden op Europese parcours maar staat open voor een internationaal deelnemersveld.

## Winnaars

### Mannen
| Seizoen | Eerste                | Tweede               | Derde               |
| ------- | --------------------- | -------------------- | ------------------- |
| 2000/01 | Markus Penz           | Walter Stern         | Andreas Schober     |
| 2001/02 | Andy Böhme            | Markus Penz          | Trevor Christie     |
| 2002/03 | Tomass Dukurs         | Matthias Biedermann  | Michi Halilovic     |
| 2003/04 | Chris Hedquist        | Michi Halilovic      | Matthias Biedermann |
| 2004/05 | Robert Murray         | Chris Hedquist       | Wolfram Lösch       |
| 2005/06 | Jon Montgomery        | Martin Brugger       | Eric Gaulin         |
| 2006/07 | Grégory Saint-Géniès  | David Ludwig         | Michi Halilovic     |
| 2007/08 | Alexander Gassner     | David Ludwig         | Sergej Smirnov      |
| 2008/09 | Sebastian Haupt       | John Daly            | Alexander Rotte     |
| 2009/10 | Alexander Kröckel     | Christian Baude      | Alexander Rotte     |
| 2010/11 | Christian Baude       | Anton Batoejev       | Maximilian Grassl   |
| 2011/12 | David Lingmann        | Dave Greszczyszyn    | Maximilian Grassl   |
| 2012/13 | Kilian von Schleinitz | Aleksandr Moetovin   | Roeslan Sabitov     |
| 2013/14 | Dominic Rady          | Axel Jungk           | Martin Rosenberger  |
| 2014/15 | Roeslan Sabitov       | Jerry Rice           | Jack Thomas         |
| 2015/16 | Fabian Küchler        | Dominic Rady         | Felix Keisinger     |
| 2016/17 | Dominic Rady          | Fabian Küchler       | Felix Seibel        |
| 2017/18 | Krists Netlaus        | Konstantin Chorosjko | Artjom Drozdov      |
| 2018/19 | Fabian Küchler        | Jevgeni Roekosoejev  | Cedric Renner       |
| 2019/20 | Felix Seibel          | Vladislav Semjonov   | Krists Netlaus      |
| 2020/21 | Cedric Renner         | Lukas Nydegger       | Ben Fulker          |
| 2021/22 | Stefan Röttig         | Cedric Renner        | Ludwig Mannhardt    |
| 2022/23 | Stefan Röttig         | Ludwig Mannhardt     | Zhu Haifeng         |
| 2023/24 | Lukas Nydegger        | Cedric Renner        | Stefan Röttig       |
| 2024/25 |                       |                      |                     |

### Vrouwen
| Seizoen | Eerste            | Tweede                | Derde                 |
| ------- | ----------------- | --------------------- | --------------------- |
| 2000/01 | Sylvia Liebscher  | Melanie Riedl         | Ramona Rahnis         |
| 2001/02 | Annett Köhler     | Sylvia Liebscher      | Caroline Burdet       |
| 2002/03 | Julia Eichhorn    | Kati Klinzing         | Kathrin Huber         |
| 2003/04 | Julia Eichhorn    | Marion Trott          | Kati Klinzing         |
| 2004/05 | Anja Huber        | Amy Williams          | Kathleen Lorenz       |
| 2005/06 | Marion Trott      | Bree Schaaf Boyer     | Kathleen Lorenz       |
| 2006/07 | Marion Trott      | Kathleen Lorenz       | Sarah Reid            |
| 2007/08 | Bella Sterlikova  | Katharina Hamann      | Jelena Joedina        |
| 2008/09 | Sarah Sartor      | Jelena Joedina        | Sophia Griebel        |
| 2009/10 | Sophia Griebel    | Michelle Bartleman    | Micaela Widmer        |
| 2010/11 | Tina Hermann      | Lizzy Yarnold         | Jacqueline Lölling    |
| 2011/12 | Tina Hermann      | Lena Joch             | Robynne Thompson      |
| 2012/13 | Maxi Just         | Lena Joch             | Sarah Sartor          |
| 2013/14 | Anna Fernstädt    | Maxi Just             | Kim Meylemans         |
| 2014/15 | Kendall Wesenberg | Anastasia Sjlapak     | Renata Choezina       |
| 2015/16 | Janine Becker     | Mirela Rahneva        | Maxi Just             |
| 2016/17 | Tamara Seer       | Maxi Just             | Kellie Delka          |
| 2017/18 | Brogan Crowley    | Alina Tararytsjenkova | Eleanor Furneaux      |
| 2018/19 | Janine Becker     | Hannah Neise          | Luisa Hornung         |
| 2019/20 | Amelia Coltman    | Endija Tērauda        | Alina Tararytsjenkova |
| 2020/21 | Stefanie Votz     | Hanna Staub           | Corinna Leipold       |
| 2021/22 | Sarah Schwab      | Mystique Ro           | Polina Tjoerina       |
| 2022/23 | Freya Tarbit      | Tabitha Stoecker      | Mystique Ro           |
| 2023/24 | Corinna Leipold   | Viktoria Hansova      | Hanna Staub           |
| 2024/25 |                   |                       |                       |